# محمد بن عطيفة بن محمد أبي نمي الحسني
محمد بن عطيفة بن بن محمد أبي نمي الحسني كان شريفًا (أميرًا) لمكة بالشراكة مع ابن عمه سند بن رميثة بن محمد أبي نمي الحسني من عام 1359 إلى عام 1360.

## ملحوظات
1. ↑  Ibn Fahd 1988، صفحة 175.